# Gunnar Lagerkranz
John Gunnar Hilding Lagerkranz, född 13 oktober 1905 i Maria Magdalena församling i Stockholm, död 9 juni 1991 i Eskilstuna Klosters församling i Södermanlands län, var en svensk apotekare.
Gunnar Lagerkranz var son till komministern och botanikern John Lagerkranz och Anna Johansson samt äldre bror till Stig Lagerkranz och farbror till Johan Lagerkranz. De tillhör släkten Lagerkrans från Småland. Efter studentexamen 1925 blev han farmacie kandidat 1931 och avlade  apotekarexamen 1935. Han var först anställd vid apoteket Gladan i Stockholm 1931–1933, fortsatte på apoteket i Vingåker 1936, kom till apoteket Örnen i Karlstad 1938, till apoteket i Karlskoga 1944, fick privilegium på apoteket i Nås 1946, apoteket i Smedjebacken 1955 och apoteket S:t Eskil i Eskilstuna 1962.
Hans bok Sjukdomsnamn i gångna tider (1981) har kommit ut i flera upplagor, senast 2008.
Gunnar Lagerkranz gifte sig 1936 med farmacie kandidat Sigrid Elisabet (Lisa) Sundqvist (1906–2005). De fick barnen: Bengt (född 1937), Sten (född 1939) och Sigrid (född 1941). Makarna Lagerkranz är begravda på S:t Eskils kyrkogård.